# Hasenmäuler
Die Hasenmäuler oder Hasenmaulfledermäuse (Noctilionidae) sind eine auf Amerika beschränkte Familie der Fledermäuse (Microchiroptera). Sie gehören zu den wenigen Fledermäusen, die sich von Fischen ernähren. Die Familie umfasst eine Gattung Noctilio mit zwei Arten, dem Großen Hasenmaul (N. leporinus) und dem Kleinen Hasenmaul (N. albiventris).

## Verbreitung
Das Verbreitungsgebiet beider Arten reicht vom südlichen Mexiko bis in nördliche Argentinien, das Große Hasenmaul ist darüber hinaus auf den Antillen und den Bahamas beheimatet.

## Beschreibung
Das Gesicht dieser Fledermäuse ist durch die vollen, faltigen Lippen charakterisiert. Ähnlich wie bei den Hasen ist die Oberlippe gespalten. Elastische Wangen bilden Backentaschen, in denen Nahrung verstaut werden kann. Die Nase sitzt an einer Spitze hoch oben am Kopf, ein Nasenblatt fehlt ihnen. Die Ohren sind schmal und spitz, ein kleiner Tragus ist vorhanden.
Die Geschlechter unterscheiden sich in der Fellfärbung: während die Männchen gelblich oder orangerot gefärbt sind, sind die Weibchen dunkler, eher bräunlich. Bei allen Tieren ist die Unterseite heller. Die Flügel sind schmal und langgestreckt; der Schwanz ist relativ lang, sein Ende ragt aus dem Uropatagium (der Flugmembran zwischen den Beinen) heraus. Insbesondere das Große Hasenmaul hat auffallend lange Hinterbeine mit großen Füßen, deren Zehen mit Krallen ausgestattet sind. Diese Modifikationen stellen eine spezielle Anpassung an die fischfangende Lebensweise dar. Der Geruch dieser Tiere wird als streng, moschus- oder fischartig beschrieben. Das Große Hasenmaul erreicht eine Kopfrumpflänge von 10 bis 13 Zentimetern und ein Gewicht von 50 bis 90 Gramm, das Kleine Hasenmaul eine Kopfrumpflänge von 6 bis 9 Zentimetern und ein Gewicht von 20 bis 45 Gramm.

## Lebensweise
Hasenmäuler bewohnen verschiedene Lebensräume, jedoch fast immer in der Nähe von Gewässern. Als Schlafplatz dienen ihnen Höhlen, Felsspalten, Baumhöhlen und selten auch Gebäude. Sie schlafen tagsüber in Gruppen von 30 bis 75 Tieren und gehen nachts in kleineren Gruppen auf Nahrungssuche. Ihr Flug ist steif und langsam, dafür können sie gut schwimmen. Wenn sie ins Wasser fallen, benutzen sie ihre Flügel als Ruder.

## Nahrung
Das Große Hasenmaul gehört zu den wenigen Fledermausarten, die auch Fische fressen. Gruppen von fünf bis fünfzehn Tieren fliegen im Zickzackkurs über die Wasseroberfläche. Sie nutzen Echoortung, um die Position und Geschwindigkeit der Fische zu ermitteln. Zwar können sie die Fische unter Wasser nicht orten, aber sobald diese kurz aus dem Wasser gesprungen sind, fliegen sie zur berechneten Position und durchkämmen die Wasseroberfläche mit ihren langen, bekrallten Zehen. Auf diese Weise fangen sie kleine Fische (bis acht Zentimeter Länge) mit den Hinterbeinen und befördern sie zu ihrem Mund, wo sie sie entweder sofort verzehren oder zu einem Ruheplatz zurückkehren, um dort in Ruhe zu fressen. Neben Fischen nehmen sie auch Krabben, Skorpione und bodenlebende Insekten zu sich.
Beim Kleinen Hasenmaul gibt es keine Beobachtungen in der freien Natur über den Fischfang, aber Tiere in Gefangenschaft haben auf ähnliche Weise wie ihre großen Verwandten Fische gefangen. Untersuchungen des Mageninhalts dieser Tiere deuten aber darauf hin, dass Insekten den Großteil der Nahrung ausmachen dürften.

## Fortpflanzung
Hasenmäuler bringen einmal im Jahr ein einzelnes Jungtier zur Welt. Die Geburtszeit ist bei den Weibchen einer Gruppe synchronisiert, sodass alle nahezu gleichzeitig gebären. Zur Geburt bilden die Weibchen Wochenstuben, in denen sie sich von den Männchen absondern. Jungtiere werden rund drei Monate lang gesäugt. Die Lebenserwartung dieser Tiere wird auf bis zu 12 Jahre geschätzt.

## Bedrohung
Beide Arten gelten als häufig und stehen nicht auf der Liste bedrohter Arten.

## Systematik
Hasenmäuler sind eng mit Blattnasen (Phyllostomidae) und Kinnblattfledermäusen (Mormoopidae) verwandt, mit denen sie die Gruppe der Hasenmaulartigen (Noctilionoidea) bilden. Fossilfunde von Vorfahren sind selten, bislang wurden nur Überreste der heutigen Arten aus dem späten Pleistozän in Kuba und Puerto Rico gefunden.